# Аттія Хамуда
Аттія Хамуда (1914 — 1992) — єгипетський важкоатлет.
Срібний призер Олімпійських Ігор 1948 року в категорії до 67,5 кг.